# Wilma Roy
Wilma Roy, pseudonimo di Wilma Calvi (Milano, 30 gennaio 1943 – 31 luglio 2014), è stata una cantante italiana.

## Biografia
Debutta a quindici anni, mentre è ancora studentessa al liceo scientifico, dopo aver ottenuto un contratto discografico con la Fonocrom, partecipando al Rallye della canzone, gara canora suddivisa in tappe, in abbinamento con Bruno Pallesi, classificandosi al terzo posto.
L'anno successivo partecipa alla Sei giorni della canzone; incide poi alcuni 45 giri per la Tiger, e partecipa al Festival della canzone veneta di Sandrigo nel 1960, classificandosi quinta, e al Festival delle due torri di Bologna nel 1961, con le canzoni Rue de Siam e Luna, lunita, lunera, che si classificano rispettivamente al terzo e al quarto posto.
Rue de Siam è la sua canzone più nota; nel 1962 vince il Burlamacco d'oro con Cielo muto.
Effettua tournée in Italia ed all'estero, dove vengono stampati alcuni suoi dischi; nel 1963 è tra le cantanti fisse della trasmissione televisiva Il signore di mezza età con Marcello Marchesi, e nel 1965 è tra le cantanti fisse del programma televisivo La fiera dei sogni di Mike Bongiorno.
Si sposa con Valerio Nunez, morto nel 2011, (pugile noto negli anni 60) e si ritira a vita privata.

## Discografia parziale

### Singoli
- 1961: Rue de Siam/Sogno magico (Ciak, CK 5007)
- 1961: Io La Notte Non Posso Dormire/Tra Di Noi (Ciak CK 5011)
- 1961: Rue de Siam/Sogno magico (Tiger, NP-TG 009)
- 1961: Mi vuoi lasciare/Romance a Napoli (Tiger, NP-TG 014)
- 1961: Note del Redentor/Oci bei (Tiger, NP-TG 015)
- 1964: El Guggia/Con ti me troeuvi no (Primary, DFI 99243; il lato B è interpretato da Gisella Fusi)

### Singoli pubblicati all'estero
- 1963: Era scritto nel cielo/Valentino (Diskos, EDK-001; pubblicato in Jugoslavia)